# Districte de Tororo
El Districte de Tororo es troba a la Regió Oriental d'Uganda. La ciutat de Tororo n'és la capital.

## Ubicació
El Districte de Tororo fa frontera amb el Districte de Mbale al nord, amb el Districte de Manafwa al nord-est, amb Kenya a l'est, amb el Districte de Bugiri al sud-oest, i amb el Districte de Butaleja al nord-oest. Tororo, la ciutat més gran del districte i la seva capital, es troba aproximadament 230 quilòmetres (140 mi) a l'est de Kampala, la capital i ciutat més gran d'Uganda.

## Població
El 1991, el cens nacional de població va estimar la població del districte en 285.300 habitants. El 2002 cens nacional va estimar la població en 379.400 habitants, amb un índex de creixement de la població anual d'aproximadament el 2,7 per cent. El 2012, es va estimar que la població era de 487.900 habitants.

## Activitats econòmiques
L'agricultura és el principal motor de l'economia del districte. La majoria del que produeix el districte és consumit localment o venut a àrees urbanes de dins del districte. Les collites principals inclouen els següents vegetals:
- Mill
- Mandioca
- Pèsols
- Mongeta
- Carabasses
- Sèsam
- Gira-sol
- Cotó
- Ceba
- Arròs
- Blat de moro